# リサラルダ県
リサラルダ県（リサラルダけん、スペイン語: Departamento de Risaralda）は、コロンビア西部のアンデス地方の県。県都はペレイラ。1966年にカルダス県より分離、新設された。品質の高いコーヒーで知られている。土地は山がちで、場所によって気候は様々である。

## 隣接する県
- アンティオキア県
- カルダス県
- トリマ県
- キンディオ県
- バジェ・デル・カウカ県
- チョコ県

## 基礎自治体
1. アピア (Apia)
2. バルボア (Balboa)
3. ベレン・デ・ウンブリーア (Belén de Umbría)
4. ドスケブラダス
5. グアティーカ (Guatica)
6. ラ・セリア (La Celia)
7. ラ・ビルヒニア (La Virginia)
8. マルセージャ (Marsella)
9. ミストラート (Mistrato)
10. ペレイラ
11. プエブロ・リコ (Pueblo Rico)
12. キンチーア (Quinchía)
13. サンタ・ロサ・デ・カバル (Santa Rosa de Cabal)
14. サントゥアリオ (Santuario)